# Wolfgang Ludwig-Mayerhofer
Wolfgang Ludwig-Mayerhofer (* 1954 in München) ist ein deutscher Soziologe.
Ludwig-Mayerhofer studierte von 1973 bis 1979 Soziologie und Philosophie an der Universität München (Abschluss: Dipl.-Soziologe) und wurde 1984 an der Universität Bielefeld promoviert.
Er habilitierte sich 1997 ebendort für Soziologie. Von 1999 bis 2003 (ab 2001 als Professor) lehrte er an der Universität Leipzig. Ab 2003 war er Inhaber der Professur für Empirische Sozialforschung an der Universität Siegen. Mit Ablauf des Wintersemesters 2019/20 trat er in den Ruhestand.
Seine Arbeitsgebiete sind Bildungssoziologie, Sozialpolitik, Methoden der empirischen Sozialforschung, Familiensoziologie und Rechtssoziologie.

## Schriften (Auswahl)
- Das Strafrecht und seine administrative Rationalisierung. Kritik der informalen Justiz. Campus, Frankfurt am Main/New York 1998, ISBN 3-593-36119-1 (zugleich Habilitationsschrift, Universität Bielefeld, 1997).
- Herausgeber: Soziale Ungleichheit, Kriminalität und Kriminalisierung. Leske und Budrich, Opladen 2000, ISBN 3-8100-2472-4.
- Herausgeber mit Jutta Allmendinger: Soziologie des Sozialstaats. Gesellschaftliche Grundlagen, historische Zusammenhänge und aktuelle Entwicklungstendenzen. Juventa-Verlag, Weinheim/ München 2000, ISBN 3-7799-1466-2.
- Herausgeber mit Eva Barlösius: Die Armut der Gesellschaft. Leske und Budrich, Opladen 2001, ISBN 3-8100-2856-8.
- Herausgeber mit Olaf Behrend und Ariadne Sondermann: Fallverstehen und Deutungsmacht. Akteure in der Sozialverwaltung und ihre Klienten. Budrich, Opladen/ Farmington Hills 2007, ISBN 978-3-86649-117-5.
- Mit Olaf Behrend und Ariadne Sondermann: Auf der Suche nach der verlorenen Arbeit. Arbeitslose und Arbeitsvermittler im neuen Arbeitsmarktregime. UVK, Konstanz 2009, ISBN 978-3-86764-155-5.
- Mit Uta Liebeskind und Ferdinand Geißler: Statistik. Eine Einführung für Sozialwissenschaftler. Beltz Juventa, Weinheim und Basel 2014, ISBN 978-3-7799-2613-9.